# Lipanové pásmo

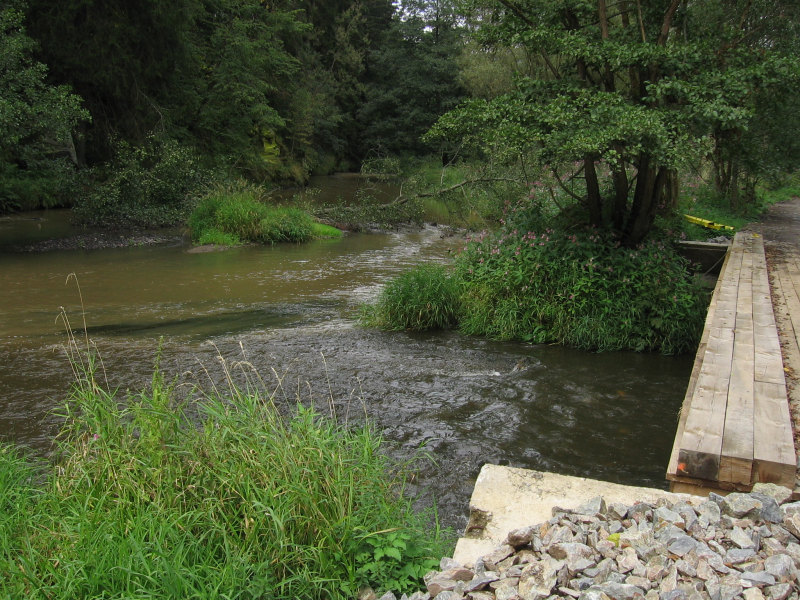
Kosí potok na soutoku se Mží

Lipanové pásmo, hyporhithral, je v systému rybích pásem přechodný úsek mezi zónou horského potoka, pásmem pstruhovým, a zónou nížinné řeky. Původní členění vodních toků Antonína Fryče z roku 1871 lipanové pásmo zahrnovalo do pásma pstruhového, k oddělení došlo až později. Vůdčím druhem ryb je lipan podhorní. 

## Popis biotopu
Lipanové pásmo volně navazuje na pásmo pstruhové. Zahrnuje potoky a menší řeky, které mají v porovnání s pásmem pstruhovým nižší rychlost proudu a menší spád. Voda je dostatečně nasycená kyslíkem a její teplota zpravidla nepřesahuje 15 °C, v létě však může vystoupat až na 20 °C. Dno je převážně kamenité nebo štěrkovité, tok je hlubší než vody pstruhového pásma a vytváří hlubší tůně, které se střídají s mělkými úseky. Hlubší místa vznikají podemíláním břehů zvláště na vnějších stranách zátočin, naopak v klidnějších místech se tvoří mělčiny a písčité lavice. Na nich mohou růst vyšší rostliny, které jsou zdrojem potravy i úkrytů a svým rozpadem tvoří vrstvu bahna. Vody lipanového pásma jsou však díky štěrkovému dnu čiré a lze dohlédnout na jejich dno.
Úživnost lipanového pásma je větší než v pásmu pstruhovém. Je domovem mnoha druhů bezobratlých, jako jsou larvy chrostíků a jepic, larvy muchniček, pakomárů a motýlic. Většina ryb lipanového pásma jsou litofilní druhy, které kladou jikry do štěrkovitého či kamenitého dna, ale objevují se i ryby fytofilní, které se vytírají do vodních rostlin. Vůdčím druhem je lipan podhorní, doprovodnými druhy jsou ryby pstruhového pásma, pstruzi, siven americký, jelec proudník, střevle potoční, mřenka mramorovaná a hrouzek obecný, dále jelec tloušť, ostroretka stěhovavá, mník jednovousý, hlavatka obecná a ouklejka pruhovaná, do nižších úseků může již zasahovat parma obecná.

## Ryby lipanového pásma

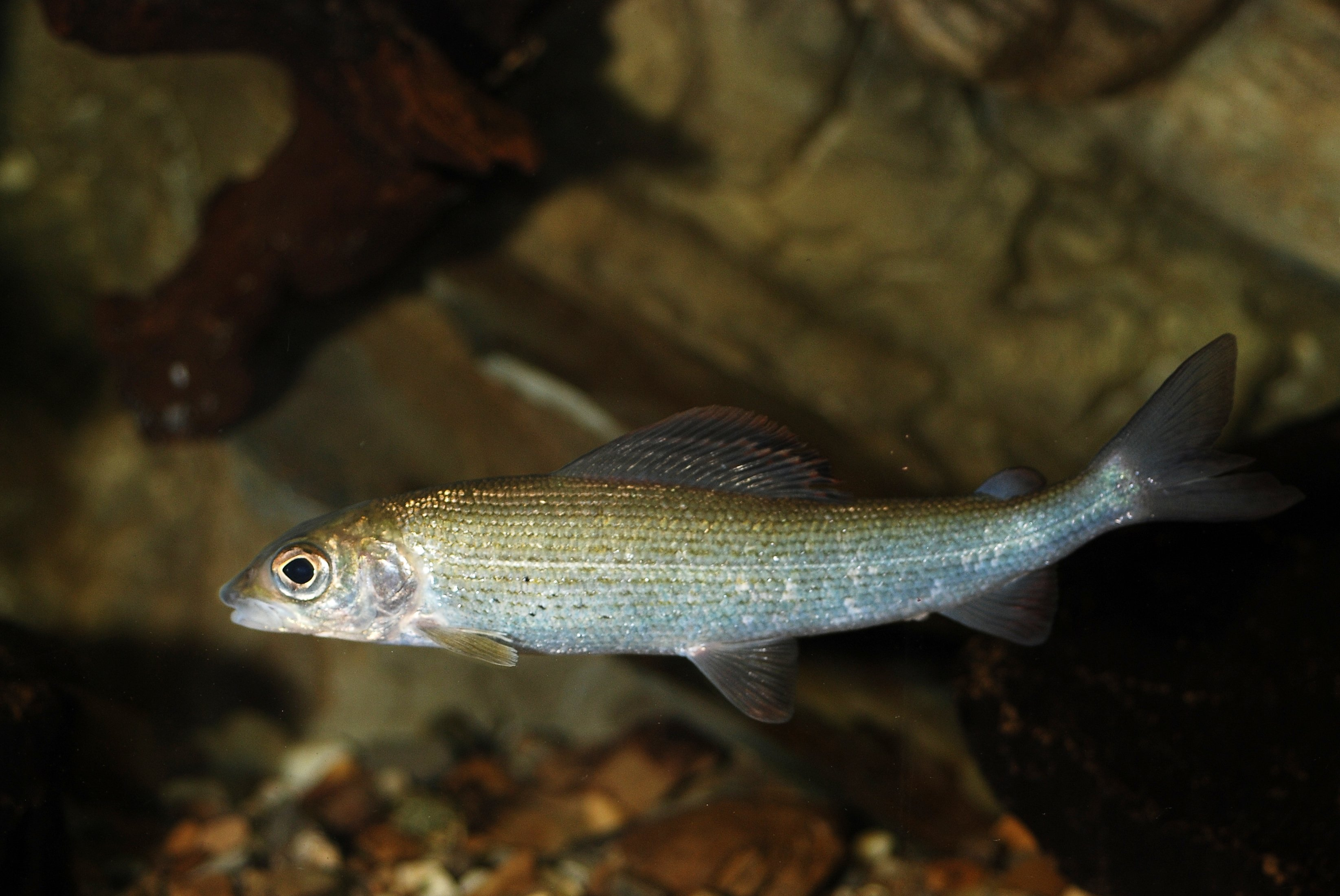
Lipan podhorní
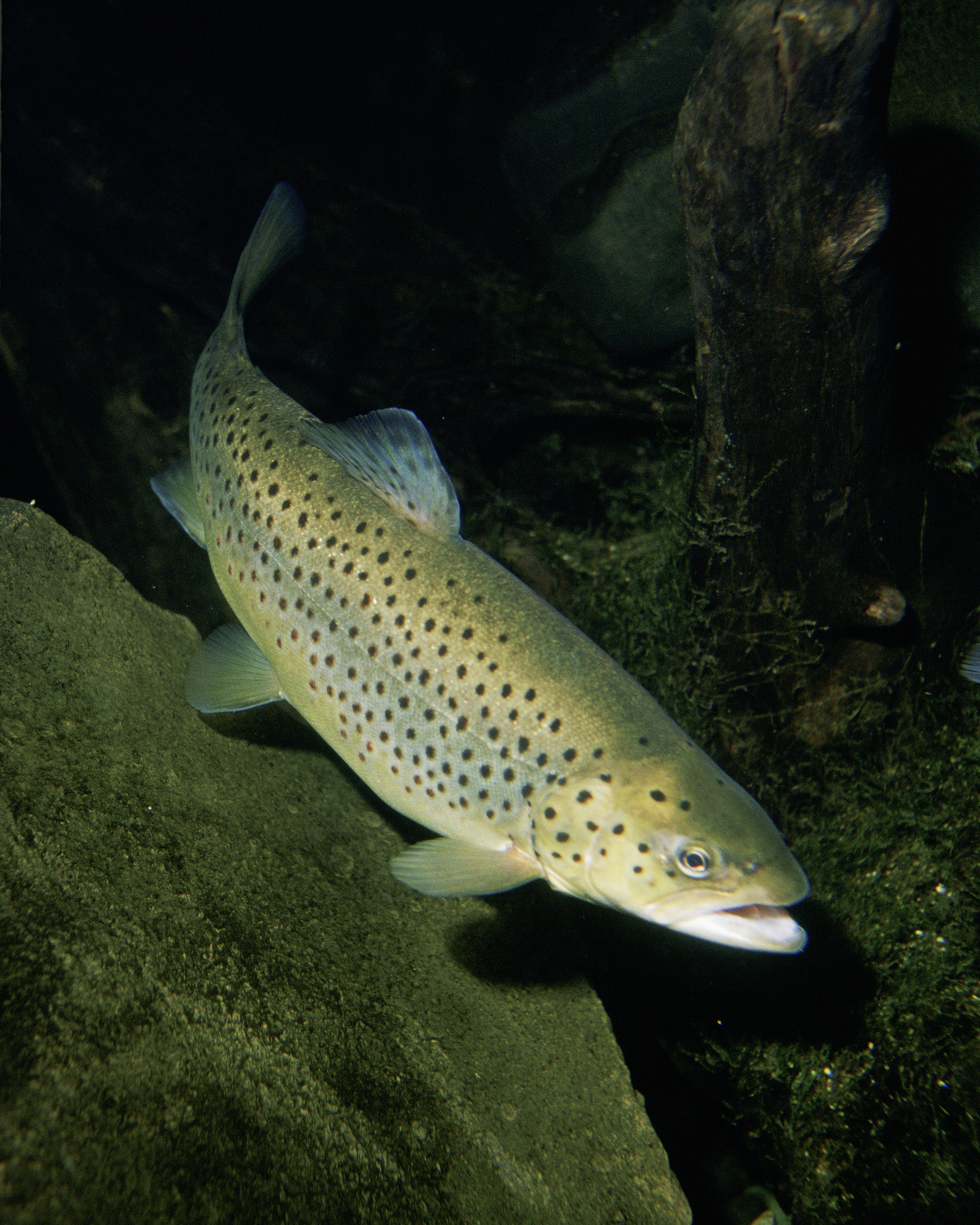
Pstruh potoční
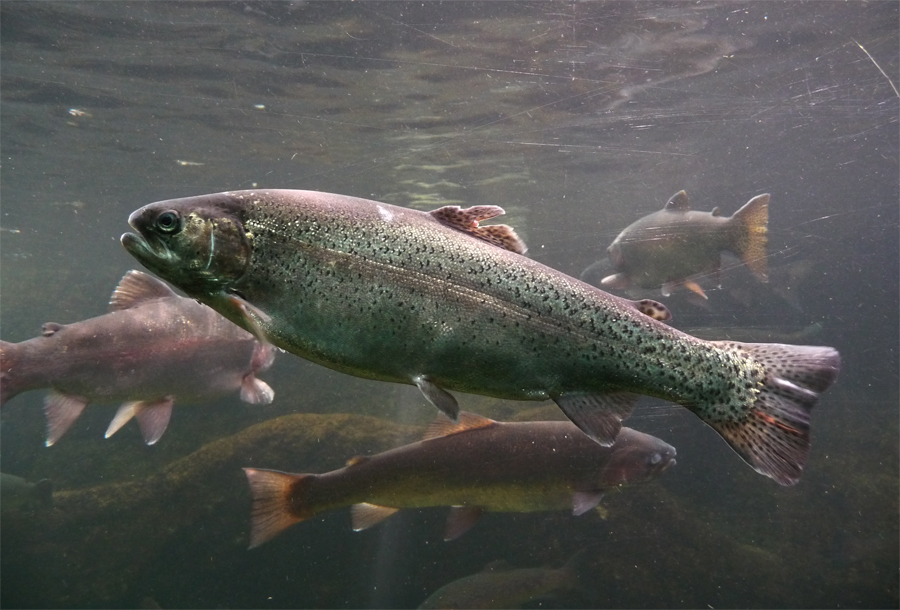
Pstruh duhový
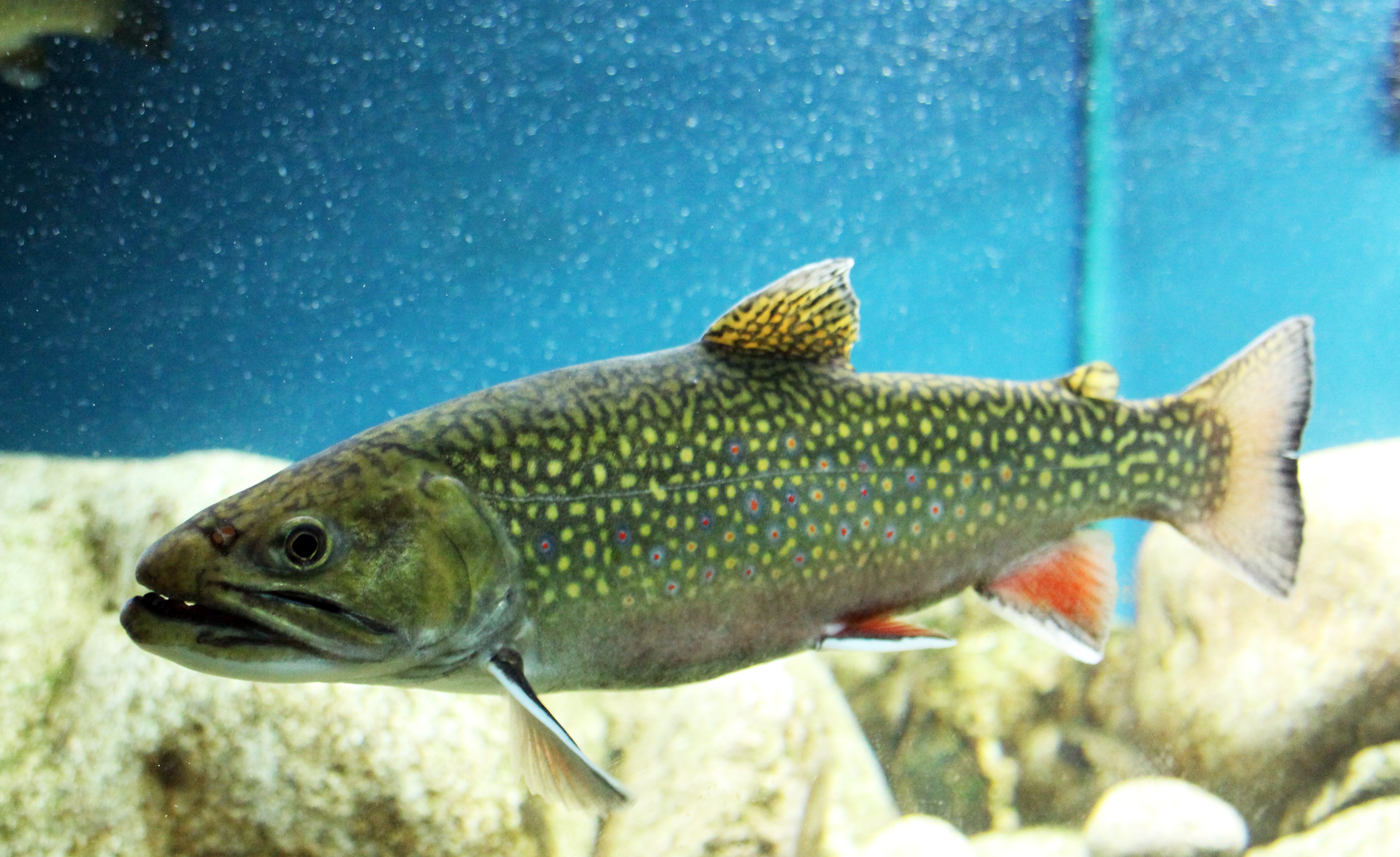
Siven americký
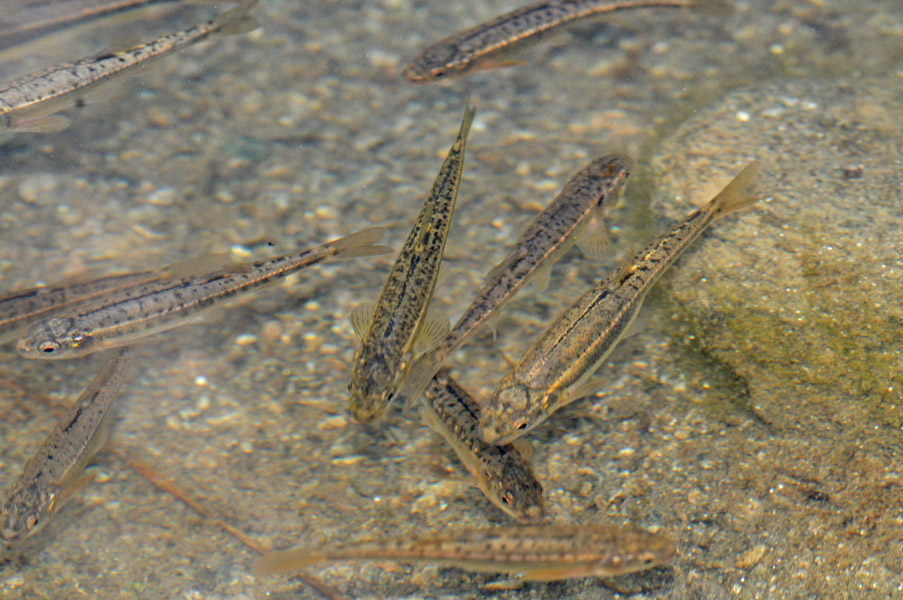
Střevle potoční
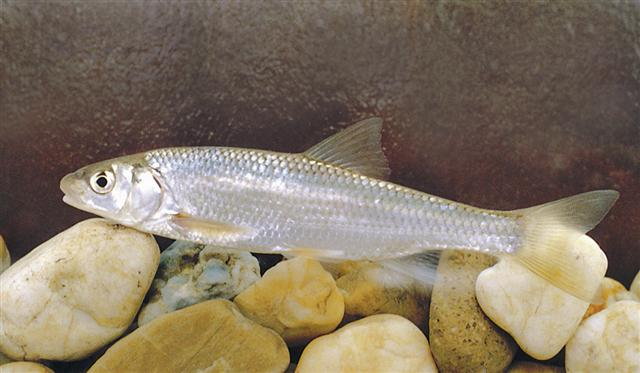
Jelec proudník
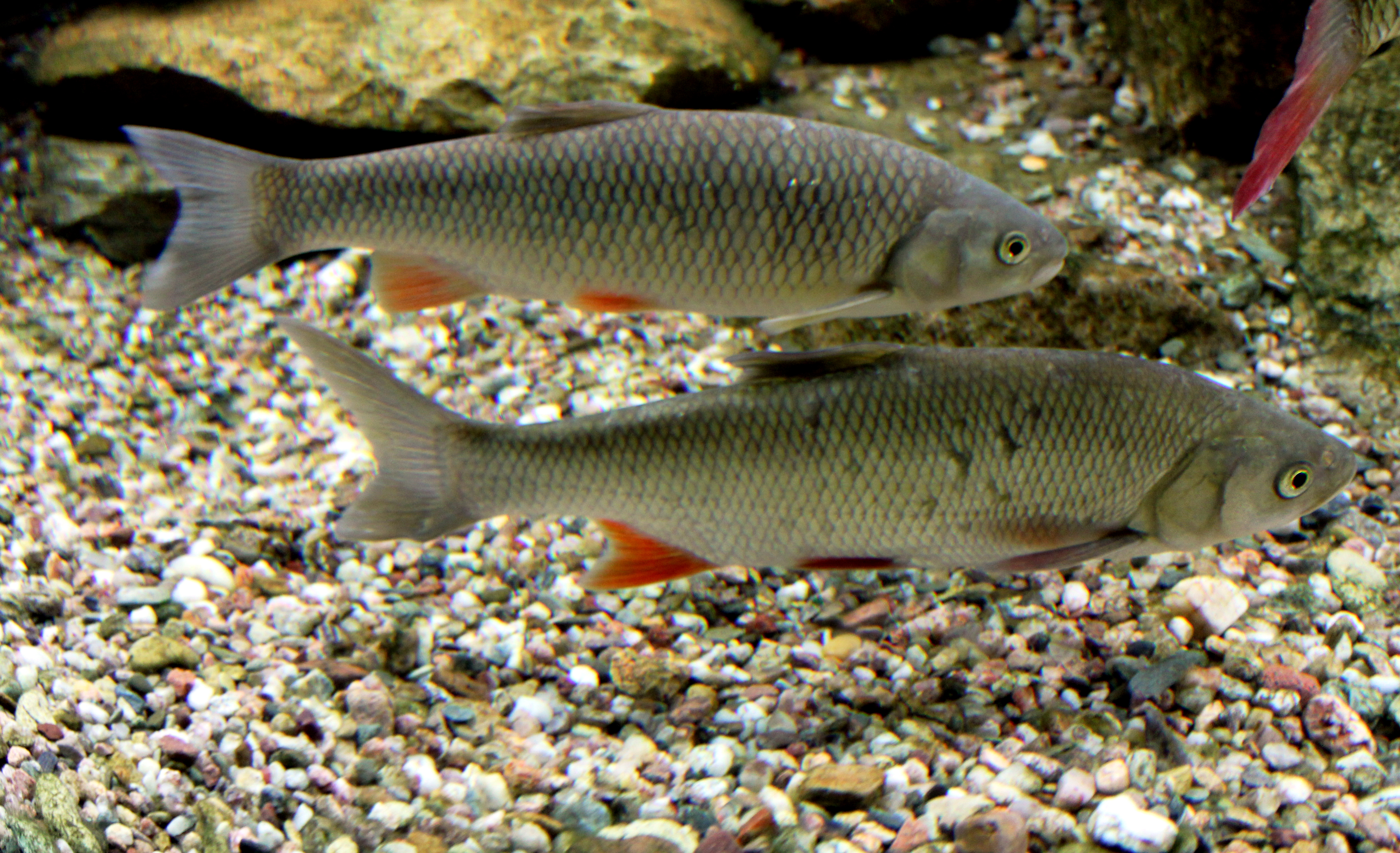
Jelec tloušť
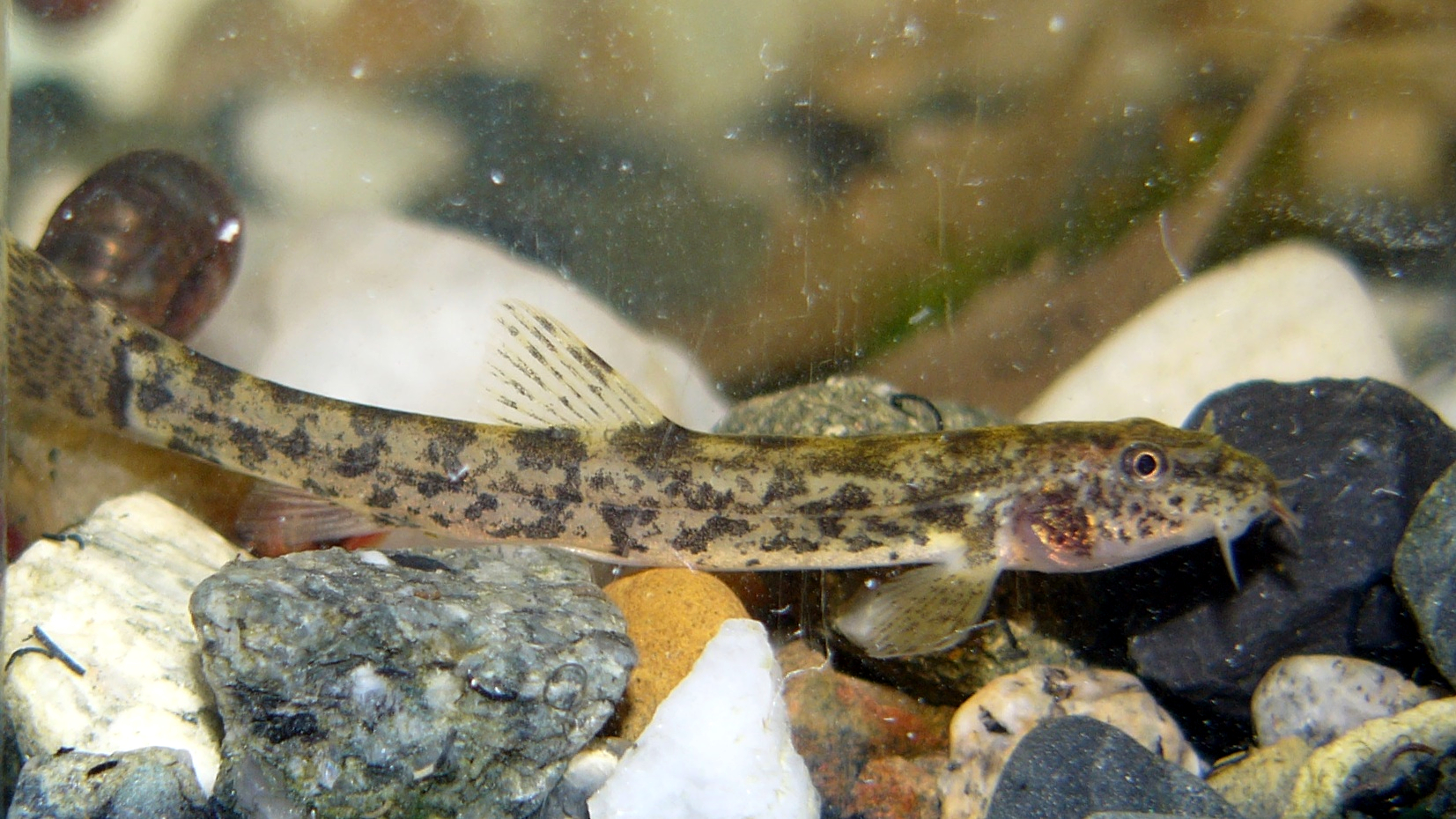
Mřenka mramorovaná
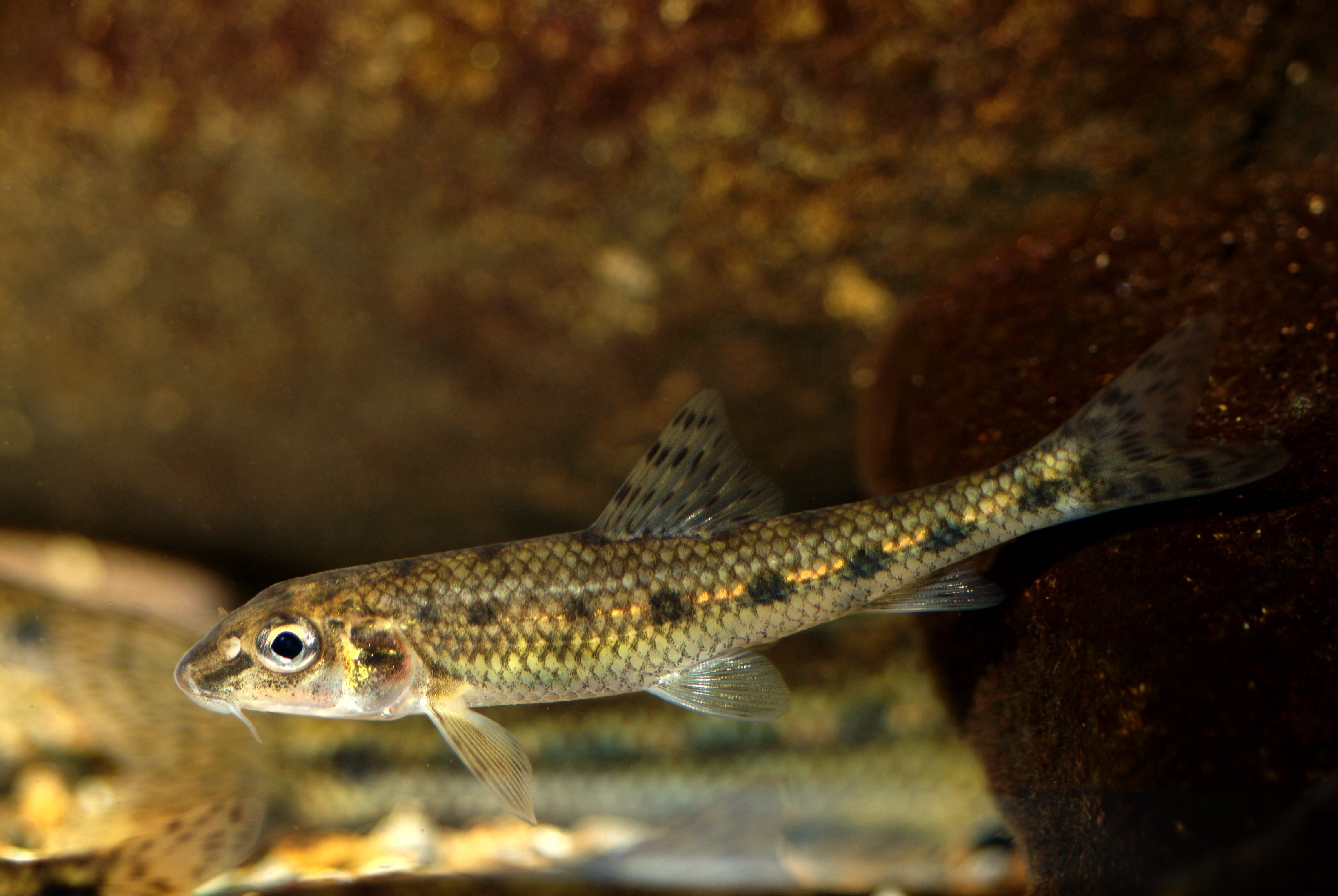
Hrouzek obecný
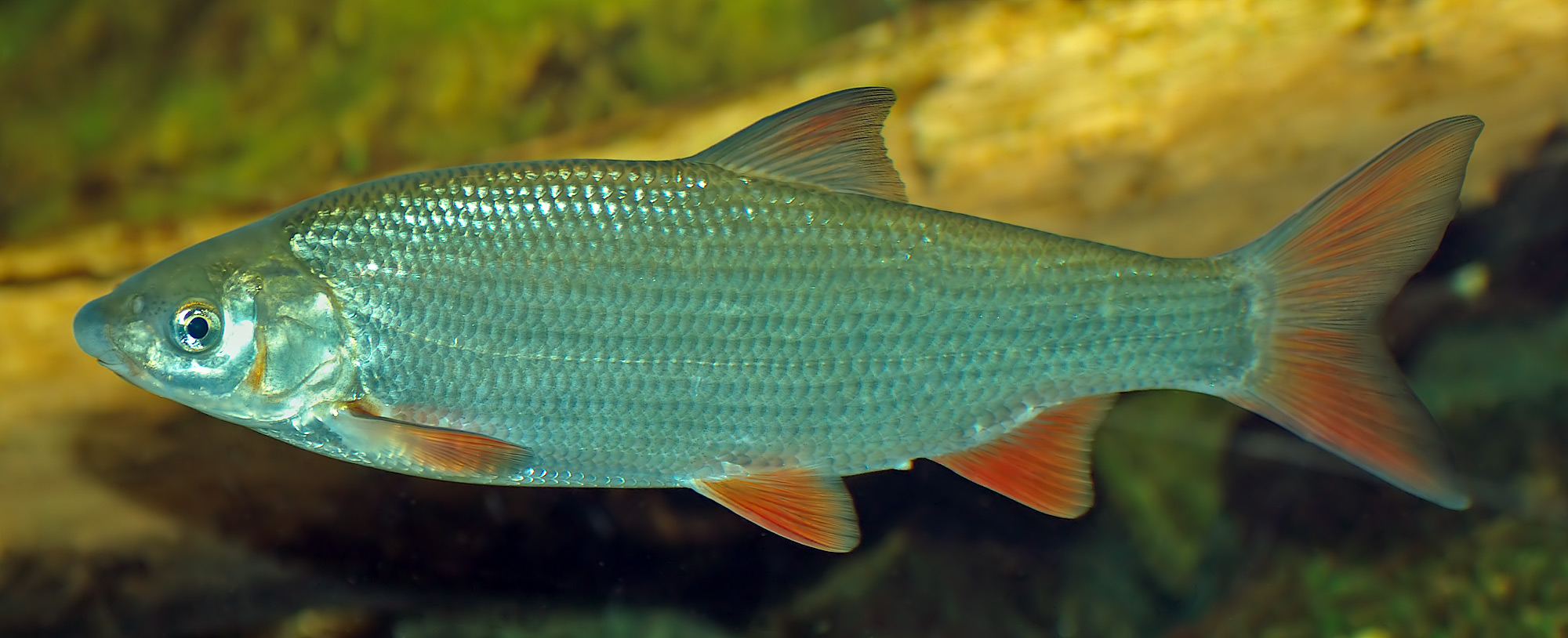
Ostroretka stěhovavá